# Reto Mächler
Pour les articles homonymes, voir Mächler.
 (mai 2022).
La mise en forme du texte ne suit pas les recommandations de Wikipédia : il faut le « wikifier ».
Les points d'amélioration suivants sont les cas les plus fréquents. Le détail des points à revoir est peut-être précisé sur la page de discussion.
- Les titres sont pré-formatés par le logiciel. Ils ne sont ni en capitales, ni en gras.
- Le texte ne doit pas être écrit en capitales (les noms de famille non plus), ni en gras, ni en italique, ni en « petit »…
- Le gras n'est utilisé que pour surligner le titre de l'article dans l'introduction, une seule fois.
- L'italique est rarement utilisé : mots en langue étrangère, titres d'œuvres, noms de bateaux, etc.
- Les citations ne sont pas en italique mais en corps de texte normal. Elles sont entourées par des guillemets français : « et ».
- Les listes à puces sont à éviter, des paragraphes rédigés étant largement préférés. Les tableaux sont à réserver à la présentation de données structurées (résultats, etc.).
- Les appels de note de bas de page (petits chiffres en exposant, introduits par l'outil «  Source ») sont à placer entre la fin de phrase et le point final[comme ça].
- Les liens internes (vers d'autres articles de Wikipédia) sont à choisir avec parcimonie. Créez des liens vers des articles approfondissant le sujet. Les termes génériques sans rapport avec le sujet sont à éviter, ainsi que les répétitions de liens vers un même terme.
- Les liens externes sont à placer uniquement dans une section « Liens externes », à la fin de l'article. Ces liens sont à choisir avec parcimonie suivant les règles définies. Si un lien sert de source à l'article, son insertion dans le texte est à faire par les notes de bas de page.
- La présentation des références doit suivre les conventions bibliographiques. Il est recommandé d'utiliser les modèles {{Ouvrage}}, {{Chapitre}}, {{Article}}, {{Lien web}} et/ou {{Bibliographie}}. Le mode d'édition visuel peut mettre en forme automatiquement les références.
- Insérer une infobox (cadre d'informations à droite) n'est pas obligatoire pour parachever la mise en page.

Pour une aide détaillée, merci de consulter Aide:Wikification.
Si vous pensez que ces points ont été résolus, vous pouvez retirer ce bandeau et améliorer la mise en forme d'un autre article.
Reto Mächler, né le 11 septembre 2001 à Thalwil, est un skieur alpin suisse spécialisé dans les disciplines techniques.
Médaillé de bronze du Team Event des championnats du monde juniors en 2022.
Il fait partie du Cadre B de Swiss-Ski durant la saison 2022-2023.

## Biographie
Il grandit à Thalwil, sur les bords du lac de Zurich, auprès de ses parents Yvette et Werner et de sa sœur Janine (qui fait également partie des cadres de Swiss-Ski pour la saison 2022-2023).
Après avoir terminé l'école de sport-études d'Engelberg, il commence le 1er juillet 2020 un stage de deux ans dans l'administration communale de Thalwil en tant qu'employé de commerce.
Il fait partie du même ski-club que Niels Hintermann.

### Débuts
Il débute le ski à trois ans et participe à ses premières courses à l'âge de six ans.
Quand il était enfant, son institutrice est intervenue auprès de la direction de l'école pour qu'il soit libéré le mardi après-midi en hiver pour s'entraîner.
Après avoir remporté l'or en combiné et le bronze en slalom lors de la finale 2010 du Grand Prix Migros , il est honoré pour ses performances par la commune de Thalwil à seulement dix ans. Il remporte en tout 6 fois la médaille d'or du GP Migros. Il est également par la suite 4e du classement général de la Coupe Jeunesse 2017.

### Saison 2017-2018: premier top20 FIS
Il prend le départ de sa première course FIS le 7 décembre 2017 à l'occasion du slalom de Saas-Fee qu'il termine au 39ème rang. Dès le lendemain, lors du second slalom, il entre pour la première fois dans les vingt premiers (20ème).
Durant la saison, il se classe 6 fois dans le top30 au niveau FIS.

### Saison 2018-2019: premier top12 FIS
Durant cette saison, il réussit 11 top30 sur le circuit FIS, avec pour meilleur résultat la 12ème place du géant de Meiringen le 27 février.
En février, il prend part à l'European Youth Olympic Festival 2019, disputant les épreuves de slalom et de géant sur les pistes de Jahorina.
En mars, il devient champion de Suisse U18 de géant 2019 et prend le troisième rang du slalom.

### Saison 2019-2020: premier top10 FIS
Son début de saison est perturbé par des problèmes de rotule.
Le 10 janvier, il signe lors du slalom d'Anzère son premier top10 au niveau FIS avec la 6ème place. En février, il obtient ensuite le 9ème rang au géant des Diablerets. Sur l'ensemble de la saison, il fait partie 21 fois du top30, dont 2 top10.
Il se classe également 2ème du classement général de la Swiss Cup 2020  et est intégré dans le cadre C pour la saison suivante.

### Saison 2020-2021: premier top30 en Coupe d'Europe
En décembre, il fête à quelques jours d'écart son titre de champion de Suisse du combiné à Zinal,, puis son premier podium FIS avec le troisième rang au slalom d'Oberjoch.
Le 6 janvier, il prend le départ de sa première course de Coupe d'Europe, un slalom à Val Cenis, et se classe 39ème. Dans les jours qui suivent, il monte à deux reprises sur le podium au niveau FIS à Davos, d'abord en prenant la 2ème place en slalom puis et terminant 2ème en combiné derrière Franjo von Allmen. À la fin du mois, il est sacré champion de Suisse U21 de slalom 2021,.
En février, il réussit son premier top30 en Coupe d'Europe en prenant la 28ème place du premier slalom de Meiringen-Hasliberg, avant de terminer le second le lendemain au 31ème rang à seulement 3 centièmes de la 30ème place. À la fin du mois, il prend la 4ème place du slalom FIS de San Bernardino avant de réussir deux nouveaux top30 européens avec la 21ème place au slalom d'Oberjoch, puis la 27ème au slalom de Reiteralm en mars. Il monte encore deux fois sur un podium FIS en fin de saison, d'abord avec la 3ème place du slalom comptant pour les championnats du Liechtenstein à Malbun, puis le 3ème place à celui de Saas-Fee remporté par son compatriote Joel Lütolf.
Il réussit durant la saison 14 top10 au niveau FIS, dont 5 podiums.

### Saison 2021-2022: premier podium en Coupe d'Europe
Il dispute encore quelques courses FIS, réussissant dans la saison six top10 dont un podium lors du slalom d'Adelboden en décembre (3ème), et part en décembre au Canada où il prend le départ de six épreuves Nor-Am avec notamment un podium en slalom (2ème).
De retour en Europe, il s'aligne essentiellement dans les slaloms de Coupe d'Europe. Il obtient son premier top10 et top5 dès le début du mois à Berchtesgaden, 5ème du premier slalom alors que Noel von Grünigen monte sur un premier podium à ce niveau,, puis 13ème lors du second le lendemain. À Vaujani, il est 7ème le premier jour, avant d'y célébrer le lendemain son premier podium de Coupe d'Europe alors que Fadri Janutin signe sa première victoire à ce niveau. Les deux jours suivants, il est à Almåsa et prend la 7ème d'une première course où Noel von Grünigen et Fadri Janutin réalise un doublé suisse, puis la 13ème place lors du second slalom.
Il retourne alors au Canada pour prendre part aux Championnats du Monde juniors de Panorama et est désigné comme l'une des plus grandes chances de médailles suisses. Il y remporte le bronze lors du Team Event aux côtés de Delia Durrer, Delphine Darbellay et Eric Wyler, même si les médias déplorent aussi le large échec de l'équipe en demi-finale contre l’Autriche, battue sur le score sans appel de 4-0,,,,,,,, le nombre limité de médailles suisses (5 avec celle d'Aline Höpli et les 3 de Franjo von Allmen) et surtout l'absence de titre mondial. Reto Mächler dispute en tout cinq épreuves, prenant notamment la 5ème place du combiné et étant le meilleur des Suisses en slalom malgré une modeste 9ème place.
Il prend enfin part aux finales de Coupe d'Europe à Soldeu, prenant la 5ème place du slalom alors que la victoire revient à Alexander Steen Olsen qui s'empare de la Coupe d'Europe de la spécialité juste devant Noel von Grünigen.
Cette saison est celle de son affirmation parmi les meilleurs slalomeurs de Coupe d'Europe, terminant au 8ème rang de la discipline sur l'ensemble de la saison.

## Palmarès

### Championnats du monde juniors
| Édition / Épreuve      | Descente | Super G | Géant | Slalom | Combiné | Team Event |
| ---------------------- | -------- | ------- | ----- | ------ | ------- | ---------- |
| Mondiaux 2022 Panorama | -        | 26e     | DNS2  | 9e     | 5e      | · Bronze   |

### Coupe d'Europe
- Premier départ : 6 janvier 2021, slalom de Val Cenis, 39ème
- Premier top30 : 18 février 2021, slalom de Meiringen-Hasliberg, 28ème
- Premier top10 : 7 janvier 2022, slalom de Berchtesgaden, 5ème
- Premier podium : 21 janvier 2022, slalom de Vaujani, 3ème
- Première victoire : aucun

- Meilleur résultat : 3ème (dernière mise à jour : avril 2022)

- Total top10 : 5 (dernière mise à jour : avril 2022)
- Total podiums : 1 (dernière mise à jour : avril 2022)
- Total victoires : aucune (dernière mise à jour : avril 2022)

| Saison/Classement | Général | Général | Slalom | Slalom | Géant  | Géant  |
| Saison/Classement | Class.  | Points  | Class. | Points | Class. | Points |
| ----------------- | ------- | ------- | ------ | ------ | ------ | ------ |
| 2020-2021         | 163e    | 17      | 61e    | 17     | -      | -      |
| 2021-2022         | 23e     | 262     | 8e     | 262    | -      | -      |

### Nor-Am Cup
Quatre top10 réussis en 6 courses disputées en décembre 2021, dont un podium (en slalom).

### Championnats de Suisse
Champion de Suisse du combiné 2020  

### Compétitions de jeunes

#### Championnats de Suisse U21 et U18
Champion de Suisse U21 de slalom 2021
 Champion de Suisse U18 de géant 2019
 Troisième slalom U18 2019

#### Swiss Cup
2e du classement général 2020

#### Coupe Jeunesse
4e du classement général 2017

#### Grand Prix Migros
4 fois vainqueur du géant
2 fois vainqueur du combiné